# A la ciutat blanca
A la ciutat blanca és una pel·lícula de l'any 1983 dirigida per Alain Tanner i protagonitzada per Bruno Ganz i Teresa Madruga.

## Argument
Paul (Bruno Ganz), mecànic d'un vaixell de càrrega, aprofita una escala a Lisboa per a deixar la feina. S'instal·larà a un petit hotel, deixant-se portar per una sensació de llibertat que anhelava recuperar. Recorrerà la ciutat, filmant els carrers i a si mateix, enviant les pel·lícules a Élisa (Julia Vonderlinn), la dona que té en algun lloc de Suïssa. De mica en mica, Paul s'anirà enamorant de Lisboa. Coneix una sensual cambrera, Rosa (Teresa Madruga), la qual esdevindrà la seua companya i amant. Però no tot és idíl·lic: un noi li roba la càmera i un altre li fa mal amb una navalla.

## Context històric i artístic
A la ciutat blanca és el vuitè llargmetratge del contestari Alain Tanner, assenyat narrador d'itineraris humans i de retrats íntims de persones a vegades sense orientació precisa, o desesperançades, però sempre a la recerca d'alè de vida i de respostes més o menys satisfactòries. En aquesta ocasió, el cineasta suís viatjaria fins a Lisboa per a situar-hi el seu àlter ego, Paul, sobre el qual es concentra una asserenada crònica de solitud, interrogants i emocions. La llum, les cases, els carrers i la gent de Lisboa esdevenen fonamentals en la vivència i consecució psicològica del personatge. Molt ben fotografiat per Acácio de Almeida, aquest escenari urbà permet a Alain Tanner deixar de banda el discurs de les paraules i el dogma de les idees preestablertes (que en parts proporcionades guien i enterboleixen la seua filmografia) per alliberar-se fins a trobar l'expressió verge de l'artista pur. Tanner obre els ulls i la ment per a assolir l'essència de les coses, reconèixer la qualitat de les persones i gaudir de les percepcions. La seua mirada és neta, comprensiva i tolerant, paral·lela a la de Paul, un explorador amb ànsies de llibertat i que es retrobarà a si mateix a través del descobriment d'una ciutat càlida i fascinant. Potser el seu serà un alliberament il·lusori, però tant se val si la vivència és positiva. En qualsevol cas, aquesta és una de les pel·lícules més encoratjadores del pessimista Tanner. Equilibrades interpretacions de la portuguesa Teresa Madruga i de l'alemany Bruno Ganz, coneguts pels treballs amb Wim Wenders. Idoni en el paper, Ganz és ací un fugitiu de les utopies, un foraster al caliu de la ciutat blanca.

## Frases cèlebres
| « | "He somiat que la ciutat era blanca, que la solitud era blanca i que el silenci és també blanc. Però estic molt cansat. M'agradaria aprendre a parlar de qualsevol cosa. Penso en tu. T'estimo molt." (Bruno Ganz com a Paul) | » |

## Premis
- 1983: Festival Internacional de Cinema de Berlín (secció oficial de llargmetratges) i Premi César (millor pel·lícula francòfona)[2]